# Школа № 1527
ГБОУ школа № 1527 — государственное бюджетное общеобразовательное учреждение города Москвы. Расположена в Южном административном округе вблизи станции метро Коломенская в районе Нагатинский Затон. Находится на проспекте Андропова.

## Отличительные особенности гимназии
- Гимназия позиционирует себя как «Школа диалога культур». Это не только интенсивное изучение 3 иностранных языков (немецкий, английский, испанский), но дружеские связи с партнерскими школами Германии.
- Педагогический состав Гимназии активно развивает инновационную деятельность. Этому способствует участие Гимназии в Городских экспериментальных площадках (ГЭП):

1. Дидактико-методическое, организационное и технологическое обеспечение современного гуманитарного образования («Инновационные процессы по языковому образованию»).
2. Разработка и инновация стандартов деятельностного и мыследеятельностного содержания образования на различных уровнях образовательного процесса. Интегративный подход к содержанию образования («Разработка модели образовательного процесса на основе учебно-исследовательской деятельности учащихся»).

- Многие учителя являются победителями международных, всероссийских и городских конкурсов педагогического мастерства.
- Большое внимание уделяется работе психологической службы.

- По окончании Гимназии можно сдать Kleines Deutsches Sprachdiplom (маленький диплом по немецкому языку) Института им. Гёте, который является предпосылкой для обучения в немецких вузах.

## Основные вехи истории
- 1964 — основание Школы № 576

Главное здание ГБОУ Гимназии № 1527

- 1965 — получение статуса спецшкола № 51 с углубленным изучением немецкого языка
- с 1974 выход в международное сотрудничество с немецкоговорящими странами
- 1985 — введение в учебный процесс II иностранного языка (английского)
- 1989 — переезд в новое здание на проспекте Андропова
- 1990 — введение III иностранного языка (по выбору испанского или французского)
- 1994 — присвоен статус Гимназии № 1527
- 1995 — Лауреат премии «Синергия»
- 1995-98 гг.  — Лауреат конкурса «Школа года»
- с 1997 Гимназия № 1527 становилась победителем многочисленных международных конкурсов и проектов
- 1999, 2004, 2009 — подтверждает свой статус Гимназии
- 1999 — отделение от Гимназии № 1527 начальной Школы № 1727
- 2002 — внесение в энциклопедию «Лучшие школы России»
- 2003 — получение статуса «Ассоциированная школа ЮНЕСКО»
- 2006 — Лауреат премии им М. В. Ломоносова
- 2006 — Гимназия № 1527 получила грант Президента РФ Инновационные школы
- 2007 — Открыт ресурсный центр «Активизирующие коммуникативные технологии»
- 2009 — воссоединение Гимназии № 1527 с начальной Школой № 1727
- 2010 — присоединение к Гимназии № 1527 Школы № 839[1][2]
- 2010 — появление дошкольной ступени, при Гимназии № 1527 открыты 2 подготовительные группы детского сада
- 2011 — переезд начальной школы Гимназии № 1527 в отдельное здание (быв. Школа № 839). 8 ноября 2011 года гимназия вошла в официальный рейтинг лучших школ Москвы, заняв в нём 56-е место, и получила от столичных властей грант 5 млн рублей[3].
- 2017 — лишение статуса Гимназии; переименование в Школу № 1527
- 2019 — присоединение к Школе № 1527 Школы № 492

## Директора
Образовательное учреждение благодарно самоотверженному труду директоров, сделавших много для становления Гимназии
- 1964—1971 Зерновский Евгений Евгеньевич
- 1971—1974 Николаева Галина Федоровна
- 1974—1989 Розанова Валентина Петровна
- 1989—2008 Смертина Альбина Сергеевна
- 2008-2025 Кадыкова Елена Владимировна
- с марта 2025 года Вершинин Евгений Васильевич

## Педагогический состав
В Гимназии работают более 80 учителей
- 5 Кандидатов наук
- 5 Заслуженных учителей РФ
- 12 «Отличников народного просвещения»
- 7 Почетных работников общего образования РФ
- 5 Лауреатов премии «Грант Президента» Лучшие учителя
- 1 Лауреат премии Грант Москвы в сфере образования

## Выпускники
- 25 выпускников награждены Золотыми медалями
- 63 выпускника награждены Серебряными медалями

## Известные выпускники
- Дмитрий Васильев — журналист и «музыкальный энтузиаст»
- Дмитрий Галковский — писатель и публицист

## Традиции гимназии
Ежегодно на базе Гимназии учащимися и их педагогами проводятся традиционные мероприятия:
- День знаний
- День Самоуправления
- День Мира
- День открытых Дверей
- Месячник Боевой славы
- Многоязычная конференция «Диалог культур»
- Научно-практические конференции
- Дельфийские игры
- Сбор макулатуры
- Творческие фестивали
- Выступления театрального коллектива
- Рабочие линейки Гимназистов